# Universiteit van Tartu
De Universiteit van Tartu (Tartu Ülikool, TÜ) is de grootste en oudste universiteit van Estland. De instelling werd in 1632 als Academia Gustaviana gesticht door de Zweedse koning Gustaaf II Adolf. Het is de grootste werkgever van Tartu, de tweede stad van het land, die aan de universiteit haar bijnaam, het "Athene van de Emajõgi" (Emajõe Ateena), dankt.
In 2019 stonden er 13.395 studenten ingeschreven aan de universiteit en bestond de wetenschappelijke staf uit ca. 1500 personen, waarvan 186 hoogleraren. Rector is sinds 2018 de neurochirurg Toomas Asser.

## Geschiedenis
In Tartu (historisch vooral bekend onder de Duitse naam Dorpat) was onder Pools bewind tussen 1583 en 1601 een jezuïtisch gymnasium gevestigd. Toen de Zweedse koning er in 1632, kort na de verovering van de stad en vlak voor zijn dood, zijn academie stichtte, was dat na die van Uppsala de tweede universiteit in Zweden. De Academia Gustaviana werd in 1656 naar Tallinn verplaatst en hield in 1665 op te bestaan. De heroprichting, wederom in Tartu, volgde in 1690. Deze instelling werd gesloten tijdens de Grote Noordse Oorlog tussen Zweden en Rusland en de daarmee samenhangende verovering van de stad en deportatie van een groot deel van de bevolking naar Rusland. Voorlopig werd vanaf 1699 in Pärnu een Academia Gustavo-Carolina voortgezet. Met de Russische verovering van Pärnu werd de academie ook daar in 1710 opgeheven.
Tussen 1710 en 1802 bestond er onder Russisch bewind in het huidige Estland geen universiteit. Onder tsaar Alexander I mocht de verdreven stadsbevolking terugkeren en kreeg Tartu als opvolger van de vroegere academie een universiteit, de Keizerlijke Universiteit (Kaiserliche Universität zu Dorpat, Imperatorski Derptski Oeniversitet). De eerste rector I. Ewers hield in het Latijn en Duits een openingsrede. De keizerlijke universiteit was namelijk in feite een Duitstalige instelling, die behalve uit het gouvernement Lijfland (waartoe Tartu behoorde) ook studenten, behorende tot de 'Baltische Ritterschaft' uit de gouvernementen Estland en Koerland trok. Van de zestien hoogleraren kwamen veertien uit Duitse landen en vier waren Baltische Duitsers. Om de Duitse invloed tegen te gaan werden in 1846 enkele colleges verplicht in het Russisch gegeven. Estisch en Lets speelden op dit niveau geen rol, behalve als onderwerp van taalkundige studie. In 1848 werd de bibliotheek voor een groot deel door de overheid geconfisqueerd omdat zij vrijzinnige boeken bevatte. Deze censuurpolitiek had geen blijvend succes. In 1881 waren er 19 hoogleraren uit Duitsland aangesteld tegenover 24, eveneens Duitstaligen, afkomstig uit de Baltische landen. 20 Russische hoogleraren waren inmiddels daarnaast aangesteld maar hun invloed bleef grotendeels beperkt tot de Russisch-orthodoxe theologische faculteit. Toen greep het Tsaristisch regime in met een verbod op de  Duitstalige colleges sinds 1889 en dat veranderde de verhoudingen definitief: in 1910 waren nog maar 8 Duitstalige tegenover 67 Russischtalige docenten aangesteld. Ook de meeste Baltisch-Duitse studenten verdwenen en gingen aan universiteiten in Duitsland studeren: in 1890 vormden zij twee derde deel - 1054 - van de studentenbevolking, in 1910 nog geen vijfde deel - 441 -. Terwijl in 1860 de universiteit niet meer dan vijf Estische studenten telde, zou hun aantal toenemen tot 434 in 1914, circa een zesde van het totaal.
In de tweede helft van de 19de eeuw kwam het neoclassicistische hoofdgebouw tot stand, dat nog steeds in gebruik is. Ook de sterrenwacht, de botanische tuin en de universiteitsbibliotheek dateren uit deze periode.
In de laatste decennia van de negentiende eeuw, de periode van russificatie heette de stad   Joerjev, en zo werd ook de universiteit de Imperatorski Joerjevski Oeniversitet).
Vanaf 1905 verschenen de eerste vrouwelijke studenten in de collegebanken.
Tijdens de Eerste Wereldoorlog week de universiteit voor het naderende Duitse leger uit naar Voronezj: in die Russische stad vormden wetenschappers, studenten en collecties uit Tartu de basis van de Staatsuniversiteit Voronezj, die nog steeds bestaat. Ondertussen richtten de Duitsers in Tartu hun Landesuniversität Dorpat op. Na de aftocht van de Duitsers kregen de Esten, die zich inmiddels onafhankelijk hadden verklaard, de universiteit overgedragen die in 1919 hun eigen nationale universiteit werd, en waar het Estisch de voertaal was. Vanaf 1936, toen het Technicum van Tallinn de status van universiteit kreeg, was de Universiteit van Tartu (voluit: Eesti Vabariigi Tartu Ülikool) niet meer de enige universiteit in Estland.
In de sovjettijd (1940-1941 en 1944-1991) heette de universiteit Staatsuniversiteit Tartu (Tartu Riiklik Ülikool). Als onderwijstaal bleef het Estisch in gebruik maar het Russisch werd gaandeweg steeds meer gebruikt. In 1989, nog tijdens de Sovjettijd, kreeg de universiteit haar huidige naam. De universiteitsbibliotheek betrok in 1982 haar huidige gebouw.
In 2003, toen de contacten met de wetenschappelijke wereld in West-Europa alweer sinds geruime tijd waren hersteld, trad de universiteit toe tot de Coimbragroep, een samenwerkingsverband van klassieke Europese universiteiten.
Het hoofdgebouw van de universiteit stond afgebeeld op het biljet van twee Estische kronen.

## Structuur
De universiteit telt negen faculteiten: theologie, rechten, geneeskunde, filosofie (inclusief letteren), bewegingswetenschappen, natuurwetenschappen en technologie, economie, wiskunde en informatica alsmede sociale en pedagogische wetenschappen. Voorts behoren de colleges in Narva, Pärnu en Türi, het Euroopa Kolledž in Tartu zelf en de Culturele Academie van Viljandi tot de universitaire organisatie.

## Professoren, alumni en eredoctoren
Tot de nog levende eredoctoren van de Universiteit van Tartu behoren de schrijver Umberto Eco (1986), de componist Arvo Pärt (1998), de Finse president Tarja Halonen (2004) en de dalai lama (2005).
Beroemde wetenschappers die aan de universiteit studeerden waren de chemicus (en Nobelprijswinnaar) Wilhelm Ostwald, de grondlegger van de architectuurtheorie in Duitsland Georg Dehio, de natuurwetenschapper Karl Ernst von Baer, de historicus Theodor Schiemann, de lutherse theoloog Adolf von Harnack, de vernieuwer van de chirurgische wetenschap Ernst von Bergmann. Zij zetten allen hun loopbaan aan universiteiten in Duitsland voort. Als hoogleraar bleven de sterrenkundige Friedrich Georg Wilhelm Struve, de natuurwetenschapper Friedrich Parrot, de psychiater Emil Kraepelin en de semioticus Joeri Lotman aan de toenmalige 'Universität von Dorpat' verbonden. De latere Nobelprijswinnaar Robert Koch promoveerde er in 1879. De Estische actrice Doris Tislar volgde een dansopleiding aan de Culturele Academie van de universiteit.